# Abiskoa abiskoensis
Abiskoa abiskoensis là một loài nhện trong họ Linyphiidae.
Loài này thuộc chi Abiskoa. Abiskoa abiskoensis được Herman Theodor Holm miêu tả năm 1945.